# 韋登卡
49°49′20″N 36°29′57″E / 49.82222°N 36.49917°E

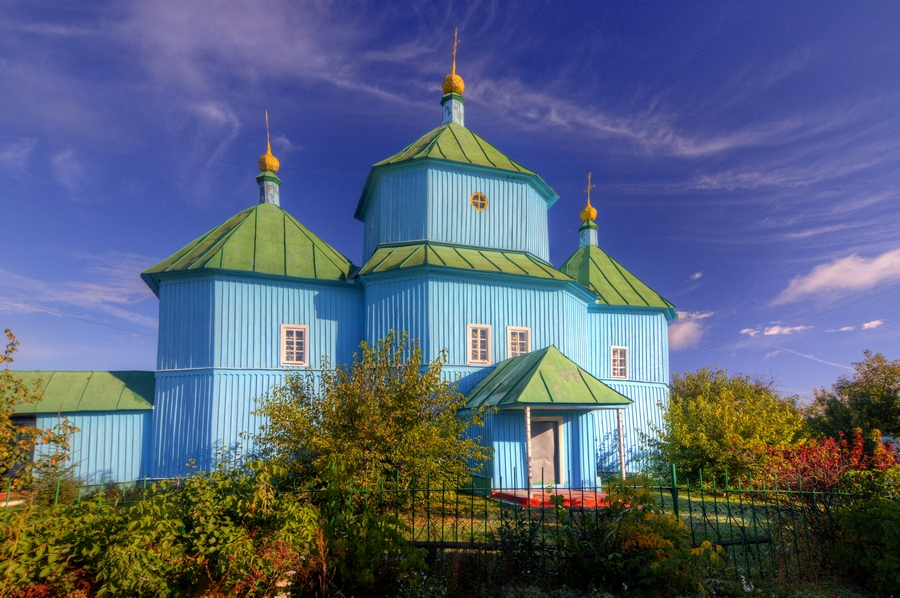
教堂

韋登卡（烏克蘭語：Введенка），或译为韦坚卡，是位於烏克蘭東部的市級鎮，由哈爾科夫州丘胡伊夫区的新波克羅夫卡市鎮負責管轄。該鎮處於烏達河畔，始建於十七世紀，面積2.26平方公里，海拔高度109米，2001年人口2,710，人口密度每平方公里1,199.12人。